# Piper PA-8
Die Piper PA-8 Skycycle war ein einsitziges Kleinflugzeug des US-amerikanischen Flugzeugherstellers Piper Aircraft Corporation.

## Entwicklung und Konstruktion
Gegen Ende des Jahres 1944 kündigte Piper die Entwicklung einiger neuer Flugzeugtypen nach dem Zweiten Weltkrieg an. Eines der angekündigten Muster war die PWA-8, wobei PWA für Post War Airplane stand. Bereits am 27. August 1944 absolvierte eine erste Testversion mit der Bezeichnung Cub Cycle ihren Erstflug. Angetrieben wurde sie von einem Zwei-Zylinder-Motor des Herstellers Franklin Engine Company. Das Triebwerk wurde dann durch einen Continental A40-3 mit einer Nennleistung von 37 PS (27 kW) ersetzt und flog mit dieser Motorisierung zum ersten Mal am 12. September 1944. Schließlich wurde der Prototyp ausrangiert und ein ähnliches Flugzeug mit dem Namen Skycyle konstruiert. Die Skycycle erhielt das gleiche Triebwerk wie die Cub Cycle und machte ihren Jungfernflug am 29. Januar 1945. Sie war ein stoffbespannter Mitteldecker mit einem Spornradfahrwerk. Im Laufe des Jahres wurde das Triebwerk durch einen Lycoming O-145-A2 mit 55 PS (40 kW) ersetzt und die Maschine bekam die Bezeichnung PA-8 Skycyle. Es wurden jedoch keine weitere Exemplare gebaut.

## Technische Daten
| Kenngröße             | Daten                 |
| --------------------- | --------------------- |
| Besatzung             | 1                     |
| Länge                 | 15,8 ft (4,8 m)       |
| Spannweite            | 20 ft (6,1 m)         |
| Höhe                  | 5 ft (1,5 m)          |
| max. Startmasse       | 630 lb (286 kg)       |
| Reisegeschwindigkeit  | 95 mph (153 km/h)     |
| Höchstgeschwindigkeit | 120 mph (193 km/h)    |
| Reichweite            | 400 mi (644 km)       |
| Triebwerke            | 1 × Lycoming O-145-A2 |

## Erhaltene Exemplare
Im Jahr 1955 konstruierte Ernst W. Carlson eine Replik der PA-8, die von Carlson Aircraft in East Palestine in Ohio gebaut wurde. Carlson plante, das Flugzeug als Bausatz zu vermarkten, erhielt jedoch keine Bestellungen und spendete den Prototyp schließlich dem Piper Aviation Museum, da das Original der PA-8 nicht mehr existiert.